# Гурякова, Ольга Николаевна
О́льга Никола́евна Гуряко́ва (род. 14 апреля 1971, Новокузнецк, Кемеровская область) ― российская оперная певица, Заслуженная артистка Российской Федерации (2005), солистка оперы Московского музыкального театра имени Станиславского и Немировича-Данченко.

## Биография
Родилась 14 апреля 1971 года в Новокузнецке, Кемеровская область, РСФСР, в семье служащих. Её мать, по профессии учительница русского языка и литературы, обладала прекрасным голосом.
Завершив учёбу в средней школе поехала поступать в Новосибирскую консерваторию, однако её там не приняли. Поступила в Новокузнецкое музыкальное училище на дирижерско‑хоровое отделение. Здесь проучилась один год, после чего поехала в Москву. В 1995 году окончила Московскую государственную консерваторию, где занималась в классе профессора Ирины Масленниковой. За год до окончания консерватории Ольгу Гурякову приняли стажёром в Музыкальный театр имени Станиславского и Немировича-Данченко, где служит по сей день.
С 1996 года Ольга Гурякова участвовала в гастролях Мариинского театра под управлением Народного артиста России Валерия Гергиева в городах Франкфурт-на-Майне, Лондон, Нью-Йорк, Милан, Баден-Баден.  
В 1997 году окончила аспирантуру при Московской консерватории. 1999 году дебютировала в театре Ла Скала, где исполнила партию Марии в опере П. Чайковского «Мазепе» с Мстиславом Ростроповичем. Пела партию Полины в мировой премьере первой редакции оперы «Игрок» в  Большом театре  (дирижёр ― Народный артист СССР Геннадий  Рождественский). Также с М. Ростроповичем были исполнены «Военный Реквием» Бриттена и 14 симфония Дмитрия Шостаковича. В Нью-Йорке на сцене Метрополитен-опера исполняла партии Марии в «Мазепе» и Полины в «Игроке» с Валерием Гергиевым.
В 2001 году Гурякова с огромным успехом участвовала в двух премьерах в качестве приглашенной примы: в Большом театре (партия Полины в опере «Игрок» Сергея Прокофьева) и Мариинском (партия Дездемоны в опере «Отелло» Джузеппе Верди).
Стала Лауреатом Первой премии  Международного конкурса вокалистов имени Н. А. Римского-Корсакова. Дважды становилась Лауреатом Национальной театральной премии «Золотая маска»  в номинации «Лучшая женская роль в опере» (за партии Мими в «Богеме» и Чио-Чио-сан в «Мадам Баттерфляй» Дж. Пуччини). Лауреат премии оперной критики «Casta Diva»  и Санкт-Петербургской театральной премии «Золотой софит».
С 2019 года преподаёт доцентом в Московском государственном институте музыки имени А. Г. Шнитке.
За большой вклад в развитии российского оперного искусства Ольга Гурякова в 2005 году удостоена почётного звания «Заслуженная артистка Российской Федерации»